# Helmut Klomfar
Helmut Klomfar (* 21. April 1939 in Wien) ist ein ehemaliger österreichischer Politiker (ÖVP) und Unternehmer. Klomfar war von 1989 bis 1991 Mitglied des Bundesrates und von 1992 bis 1994 Abgeordneter zum Nationalrat.
Klomfar besuchte nach der Volksschule die Mittelschule und erlernte daraufhin den Beruf des Großhandelskaufmanns. Er gründete 1960 eine eigene Sanitärhandelsfirma und bekam den Berufstitel Kommerzialrat verliehen.
Bereits 1962 schloss er sich dem Österreichischen Wirtschaftsbund (ÖWB) an und wurde 1972 Bezirksgruppenobmann des ÖWB Wien-Brigittenau. 1984 wurde er zum Landesgruppenobmann-Stellvertreter des ÖWB Wien gewählt, 1988 übernahm er die Funktion des Finanzreferenten. Zudem war er ab 1972 Bezirksparteiobmann-Stellvertreter der ÖVP Brigittenau und ab 1989 Landesparteiobmann-Stellvertreter der ÖVP Wien. Des Weiteren war er ab 1965 als Funktionär der Kammer der gewerblichen Wirtschaft für Wien aktiv und war ab 1984 deren Vizepräsident.
Klomfar vertrat die ÖVP zwischen dem 1. Februar 1989 und dem 8. Dezember 1991 im Bundesrat und war danach zwischen dem 6. Mai 1992 und dem 6. November 1994 Abgeordneter zum Nationalrat. Zuletzt fungierte Klomfar als Kurator des Hernstein International Management Institutes sowie als Vice President der International Chamber of Commerce und bis zum Frühjahr 2008 als Obmann der AUVA.